# Asilo Professionale Evangelico
L'Asilo Professionale Evangelico è stato un istituto per l'infanzia abbandonata di Firenze, fondato da Giuseppe Comandi. L'Asilo è stato denominato e conosciuto nel corso degli anni anche come Istituto Professionale Evangelico o Istituto Comandi. Ha operato dal 1873 fino al 1977.

## Storia
L'attività dell'Asilo iniziarono nel 1873 quando Giuseppe Comandi decise di aiutare le attività di un artigiano evangelico di Firenze, Anacleto Lepri, che aveva accolto e aiutato ragazzi abbandonati, nella zona di Porta a Prato, allora periferia di Firenze. Nel 1876 furono inaugurati i locali nell'allora via Aretina (ora via Gioberti), poi danneggiati dal terremoto del 1895.
Giuseppe Comandi nato in una famiglia di proprietari terrieri di Montalcino, si convertì al protestantesimo nel 1867, anche a seguito della frequentazione del pastore Paolo Geymonat. Per alcuni anni frequentò anche la Facoltà Valdese di Teologia e fondò la Chiesa Valdese di Siena nel 1879.
La caratteristica dell'Asilo era quella di unire alla formazione scolastica quella professionale, per accompagnare i ragazzi ad un mestiere. Per questo all'interno dell'Asilo erano presenti molti laboratori.
Nel 1905 l'Asilo fu venduto alla Tavola Valdese.
Nel 1909 l'Asilo si trasferì in una Villa di via del Giuggiolo, una strada traversa di via Trieste a Firenze.
Nel 1977 la Villa di via del Giuggiolo fu venduta per finanziare altre opere evangeliche e le attività dell'istituto confluirono nell'Istituto Gould di Firenze.